# 6 Órai Újság
A 6 Órai Újság Franyó Zoltán 1931 és 1940 között Temesváron szerkesztett és kiadott napi-, majd hetilapja.

## Története
Sokrétű szerepet töltött be az Magyarországi Szociáldemokrata Párt (SZDP), illetve a KRP ideológiai, politikai eszméinek terjesztésében. Vezércikkekben, publicisztikai írásokban, jegyzetekben, szociográfiai riportokban, esszékben és tanulmányokban leplezte le a tőkés-földesúri rendszer embertelenségét, hatalmi szerveinek törvénytelen túlkapásait, feltárta a dolgozók fizikai, szellemi és erkölcsi kizsákmányolásának szociális és anyagi következményeit a gazdasági válság közepette.
Társadalmi akciókat kezdeményezett a munkanélküliek megsegítésére, a kis fizetésűek és a sokgyermekes családok nyomorának enyhítésére. Serkentette a szakszervezetek bérharcait, sztrájkjait, támogatta a baloldali pártok megmozdulásait, politikai, gazdasági és kulturális vállalkozásait. Indulásától kezdve kitartóan figyelmeztetett a fasizmus előretörésének veszélyére. Támadta a hitleri politika antihumánus, expanzív jellegét, bírálta a horthysta rendszer kalandor külpolitikáját, tudósításokban számolt be a spanyol polgárháború, valamint a második világháború kitöréséről.
A végleges betiltás elkerülése végett a vasutas és kőolajipari munkások 1933. februári sztrájkját követő ostromállapot idején a 6 Órai Újság áttért a hetenkénti megjelenésre. Hasábjain nagyobb teret szentelt az irodalomnak és a művészeteknek, hangsúlyozottabb gondot fordított a demokratikus hagyományok ápolására.
Emlékszámokkal, gondolatgazdag írásokkal és személyes hangú visszaemlékezésekkel adózott a lap Petőfi, Ady, Vörösmarty, Arany, Kosztolányi, Osvát Ernő, Juhász Gyula és József Attila emlékének. Rendszeresen közölte a baloldali gondolkodású bánsági és erdélyi írók publicisztikai írásait, riportjait, interjúit, verseit és műfordításait, s gyakran publikált demokrata meggyőződésű angol, francia, olasz, cseh, valamint az emigráns német antifasiszta írók munkáiból.
A belső munkatársak – Franyó Zoltán, Herczka István, Ifjabb Kubán Endre, Ormos Iván, Sasi György, Szabó Árpád, Szimonisz Henrik – írásai mellett közölte a lap Aszódy János, Bányai László, Bálint István, Berkovits Simon, Fenyves Ferenc László, Heves Renée, Hunyady Sándor, Lázár József, Méliusz József, Nagy István, Németi-Miklós Beáta, Oppert Géza, Sas Jolán, Szilágyi András, Szabó Jenő, Turnowsky Sándor cikkeit, kritikai írásait, karcolatait és verseit. Gyakorta átvette Babits Mihály, Bálint György, Barta Lajos, Darvas József, Dutka Ákos, Emőd Tamás, Ignotus Pál, Illyés Gyula, Márai Sándor, Nádas József, Szabó Zoltán és Féja Géza írásait, míg a nyugati írók közül Louis Aragon, Johannes R. Becher, Karel Čapek, Ilja Ehrenburg, Fjodor Gladkov, Egon Erwin Kisch, Thomas Mann, Heinrich Mann, Romain Rolland, Bernard Russell, Ernst Toller és Stefan Zweig szerepelt írásaival a lap hasábjain.
Indulásától kezdve a 6 Órai Újság bő teret szentelt a klasszikus és kortárs román irodalom avatott tolmácsolásának, amiben főleg a tulajdonos-szerkesztő Franyó Zoltán jeleskedett. A lap Szimonisz Henrik fordításában Marussja cím alatt 1932-ben közölte Fjodor Gladkov Részeg nap című regényét. Ugyancsak a 6 Órai Újság erkölcsi támogatásával jelentek meg Aszódy János, Herczka István, ifj. Kubán Endre és Szimonisz Henrik első kötetei.
Felkarolta s változatos eszközökkel szolgálta a 6 Órai Újság a KRP népfront-politikáját. 1938 májusától újra szorosabbá vált kapcsolata a kommunista párttal, majd 1939. január 1-jétől egy Franyó Zoltán és Rangetz József között létrejött megállapodás nyomán a lap közvetlenül a párt Erdély és Bánát Tartományi Bizottságának szellemi irányítása alá került. Főszerkesztőként továbbra is Franyó Zoltán jegyezte, eszmei irányítását pedig a Bálint István (Izsák László), Lázár József, Reich Lenke és Szabó Árpád alkotta írócsoport vette át. A lapban közölt írások a népi erők összefogását, egységbe tömörítését sürgették a fenyegető háború kitörésének megakadályozására. 1939 utolsó negyedétől a lap megjelenése rendszertelenné vált, míg 1940 decemberében véglegesen betiltották.

## Kapcsolódó szócikk
- Romániai magyar antifasiszta sajtó

## További irodalom
- Méliusz József: "Irodalmon kívül"... Bevezető Franyó Zoltán A pokol tornácán c. kötetéhez. 1969.
- Marin Viliam–Izsák László: A 6 Órai Újság történetéhez. Korunk 1971/8.
- Szekernyés László: Fejlécek, címszavak. Interjú. A Hét 1977/30.